# Jaurutunturi
Jaurutunturi är en kulle i Finland.   Den ligger i den ekonomiska regionen  Östra Lapplands ekonomiska region  och landskapet Lappland, i den norra delen av landet, 800 km norr om huvudstaden Helsingfors. Toppen på Jaurutunturi är 422 meter över havet.
Terrängen runt Jaurutunturi är huvudsakligen platt, men åt nordost är den kuperad. Jaurutunturi är den högsta punkten i trakten. Trakten runt Jaurutunturi är nära nog obefolkad, med mindre än två invånare per kvadratkilometer.